# Agustí Roc Amador

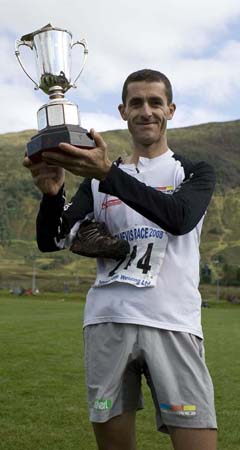
Agustí Roc Amador

Agustí Roc Amador (* 28. August 1971 in Molins de Rei) ist ein spanischer Skibergsteiger, Skyrunner und Duathlet.

## Biografie
Roc begann 2001 mit dem Skibergsteigen. Mit der Teilnahme an der Cronoescalada in Cerler im Jahr darauf bestritt er seinen ersten Wettkampf und ist seit 2005 Mitglied der spanischen Nationalmannschaft Skibergsteigen.

## Erfolge

### Skibergsteigen
- 2004:
  - 4. Platz bei der Weltmeisterschaft Skibergsteigen Staffel (mit Javier Martín de Villa, Dani León und Manuel Pérez Brunicardi)

- 2005:
  - 1. Platz Europameisterschaft Vertical Race
  - 1. Platz Spanische Meisterschaft Vertical Race
  - 2. Platz beim Spanien-Cup
  - 2. Platz bei der Spanischen Meisterschaft Skibergsteigen Einzel

- 2006:
  - 1. Platz Spanische Meisterschaft Vertical Race
  - 3. Platz bei der Spanischen Meisterschaft Skibergsteigen Einzel
  - 4. Platz Weltmeisterschaft Vertical Race
  - 6. Platz Weltmeisterschaft Skibergsteigen Staffel (mit Javier Martín de Villa, Federico Galera Diéz und Manuel Pérez Brunicardi)

- 2007:
  - 1. Platz Spanische Meisterschaft Vertical Race
  - 2. Platz bei der Europameisterschaft Vertical Race
  - 4. Platz bei der Europameisterschaft Skibergsteigen Staffel (mit Javier Martín de Villa, Marc Solá Pastoret und Manuel Pérez Brunicardi)

- 2008:
  - 6. Platz Weltmeisterschaft Vertical Race

### Skyrunning (Auswahl)
- 2002/2003/2004: 1. Platz bei der Skyrunner World Series der Federation for Sport at Altitude